# Lycodes mucosus
Lycodes mucosus är en fiskart som beskrevs av Richardson, 1855. Lycodes mucosus ingår i släktet Lycodes och familjen tånglakefiskar. Inga underarter finns listade i Catalogue of Life.